# 克钦团结民主党
克钦团结民主党(縮寫 UDPKS)，另译克钦邦团结和民主党，是缅甸的一个小政党。该党成立于2010年8月2日，是仅有的几个与联邦巩固与发展党结盟的少数民族政党之一，由此引发了克钦民众对于该党合法性的质疑。该党目前在克钦邦议会占有一席。该党对于密松水电站的修建持反对态度，提议永久停建密松水电站。